# Funcție olomorfă
În analiza complexă, o funcție complexă este olomorfă într-un punct {\displaystyle z_{0}} al planului complex dacă este complex derivabilă într-o vecinătate a punctului. O asemenea funcție poate fi olomorfă și pe o întreagă mulțime deschisă {\displaystyle G} din planul complex dacă este olomorfă în fiecare punct din mulțime.

## Definiție
Fie {\displaystyle G} o submulțime deschisă, nevidă, conexă a lui {\displaystyle \mathbb {C} }.
Funcția {\displaystyle f} este complex derivabilă într-un punct {\displaystyle z_{0}\in G} dacă există limita:
{\displaystyle f'(z_{0})=\lim _{z\to z_{0}}{\frac {f(z)-f(z_{0})}{z-z_{0}}}}.
În cazul în care funcția {\displaystyle f} este complex derivabilă în fiecare punct din vecinătatea lui {\displaystyle z_{0}}, aceasta se numește funcție olomorfă în punctul {\displaystyle z_{0}}.
Noțiunea de olomorfie extinde deci noțiunile de derivabilitate și continuitate din analiza reală în cea complexă.

## Termenul
Termenul olomorf este un neologism derivat de la rădăcinile grecești ὅλος (holos), cu înțelesul de "întreg", și μορφή (morphē), cu înțelesul de "formă" sau "înfățișare".
Un termen similar este cel de funcție analitică. Acesta se referă la funcții care pot fi reprezentate local prin serii Taylor, adică pot fi aproximate de polinoame. În teoria funcțiilor olomorfe pe mulțimi deschise, din Formula Integrala a lui Cauchy rezultă analiticitatea funcțiilor olomorfe. Cum o funcție analitică este, in particular, (complex) derivabilă, noțiunile de funcție complexă analitică și cea de funcție olomorfă sunt echivalente, fiind uneori utilizate cu același sens.

## Proprietăți
Funcțiile olomorfe alcătuiesc obiectul de studiu principal al analizei complexe, având o serie proprietăți utile.

### Ecuațiile Cauchy-Riemann
O proprietate a oricărei funcții olomorfe este îndeplinirea ecuațiilor diferențiale Cauchy-Riemann, ceea ce nu este însă și suficient pentru olomorfia unei funcții - pe lângă acestea trebuie ca Re(f)=u(x,y) și Im(f)=v(x,y) să fie R-diferențiabile. Pentru fiecare funcție olomorfă {\displaystyle f(x+iy)=u(x,y)+iv(x,y)}, având părțile reale și imaginare deci definite la rândul lor ca funcțiile reale {\displaystyle u} și {\displaystyle v}, rezultă:
| {\displaystyle {\frac {\partial u}{\partial x}}={\frac {\partial v}{\partial y}}} | și | {\displaystyle {\frac {\partial u}{\partial y}}=-{\frac {\partial v}{\partial x}}} |

### Funcții armonice
O altă proprietate importantă este, că pentru aceeași funcție  {\displaystyle f(x+iy)=u(x,y)+iv(x,y)}, atât {\displaystyle u} cât și {\displaystyle v} sunt funcții armonice, adică derivatele de ordinul doi după fiecare variabilă dependentă însumate dau zero. Pentru prescurtare se folosește adesea operatorul Laplace ({\displaystyle \Delta }):
| {\displaystyle \Delta u={\frac {\partial ^{2}u}{\partial x^{2}}}+{\frac {\partial ^{2}u}{\partial y^{2}}}=0} | și | {\displaystyle \Delta v={\frac {\partial ^{2}v}{\partial x^{2}}}+{\frac {\partial ^{2}v}{\partial y^{2}}}=0} |

## Exemple
Luând ca exemplu funcția complexă {\displaystyle f(x+iy)=u(x,y)+iv(x,y)=(x^{4}+y^{4})-6x^{2}y^{2}+i(4x^{3}y-4xy^{3})} se poate verifica olomorfia pe întreaga mulțime a numerelor complexe verificând proprietățile de mai sus.
Ecuațiile Cauchy-Riemann sunt îndeplinite:
| {\displaystyle {\frac {\partial u}{\partial x}}={\frac {\partial v}{\partial y}}=4x^{3}-12xy^{2}} | și | {\displaystyle {\frac {\partial u}{\partial y}}=-{\frac {\partial v}{\partial x}}=-4y^{3}+12x^{2}y} |

Atât {\displaystyle u} cât și {\displaystyle v} sunt funcții armonice:
| {\displaystyle \Delta u={\frac {\partial ^{2}u}{\partial x^{2}}}+{\frac {\partial ^{2}u}{\partial y^{2}}}=12x^{2}-12y^{2}+(-12x^{2}+12y^{2})=0} | și | {\displaystyle \Delta v={\frac {\partial ^{2}v}{\partial x^{2}}}+{\frac {\partial ^{2}v}{\partial y^{2}}}=24xy+(-24xy)=0} |